# 베르네 부인의 장미정원
베르네 부인의 장미정원(La Fine Fleur, The Rose Maker)은 프랑스에서 제작된 피에르 피노드 감독의 2020년 드라마 영화이다. 카트린 프로 등이 주연으로 출연하였다.
이 영화는 2019년 제작에 들어갔다. 2020년 8월 29일 Angoulême 영화제에서 초연되었다.

## 출연

### 주연
- 카트린 프로
- 팟사 부야메드
- 올리비아 코트
- 마리 페티어트